# İnegöl
İnegöl est une ville et un district (ilçe, en turc) de la province de Bursa en Turquie. La population de la ville s'élève à 130 448 habitants en 2007, celle du district à 208 314 habitants. Population Totale: 215.375 (2009) 281,000 (2010) 287,000 (2011).
| 1990   | 1997   | 2000    | 2007    | 2009    |
| ------ | ------ | ------- | ------- | ------- |
| 71 120 | 90 946 | 105 959 | 130 448 | 215 375 |

## Personnalités
- Ayhan Akman, footballeur turc